# Gabriel Loire
Gabriel Loire, né le 21 avril 1904 à Pouancé (Maine-et-Loire) et mort le 27 décembre 1996 à Chartres (Eure-et-Loir), est un peintre et maître-verrier français. Il est connu pour les nombreux vitraux qu’il a exécutés à travers le monde.
L'atelier qu'il fonde à Lèves en 1946 est dirigé depuis 1991 par ses petits-fils Hervé et Bruno Loire, les deux fils de son fils cadet, Jacques Loire (1932-2021), qui lui avait succédé en 1970.

## Biographie
Gabriel Loire naît en 1904, à Pouancé, en Maine-et-Loire, troisième d'une fratrie de quatre enfants. Sa famille tient une tannerie dans le village. Il fait ses études au collège de Combrée et les poursuit à Angers, en droit, puis en commerce tout en se libérant du temps pour prendre des cours à l'école régionale des beaux-arts d'Angers.
Dans la cathédrale Saint-Maurice d'Angers, il rencontre alors le maître-verrier Georges Merklen qui le convainc d'utiliser le vitrail comme sujet de thèse. Avec l'aide de Merklen et du chanoine archiviste d'Angers, Gabriel Loire obtient son diplôme en 1924 après la publication de son mémoire, Le vitrail : aperçus artistiques, historiques et techniques.
Après son service militaire et la mort de Merklen, il se rend en 1926 à Chartres sur les conseils du révérend père Banzet, jésuite de l'université d'Angers, qui l'oriente vers Yves Delaporte, chanoine et spécialiste de la cathédrale de Chartres. Il s’installe à Chartres, où il entre à l'atelier du maître verrier chartrain Charles Lorin dont il devient en 1929 un des partenaires, lorsque Charles Lorin fonde l'association Charles Lorin & Cie.
Ils co-signent ainsi plusieurs réalisations, dont le vitrail de saint-Louis et saint-Julien à Chapelle-Royale (1929), celui du baptême du Christ à Saint-Georges-sur-Eure (1930), ainsi qu'un des vitraux de la basilique Notre-Dame de L'Épine (1933).
En attendant de pouvoir ouvrir son propre atelier, ce père de famille nombreuse touche à tout pendant les treize années qui suivent et crée des sculptures, des céramiques, des jeux et des jouets, illustre des livres, produit de très nombreuses imageries religieuses, dont de 1939 à 1943 à l'église de Boussay, et en 1944 un "Chemin de croix" pour l'église de Voves (qui mêle des scènes liturgiques traditionnelles de la passion chrétienne à des scènes contemporaines de la vie vovéenne), et dessine les ravages des bombardements de la guerre. Il manifeste un certain talent dans ces domaines en participant à plusieurs expositions et salons d’art religieux organisés au musée Galliera, à l’Hôtel des Ducs de Rohan ou au musée des beaux-arts de Rouen En 1940, il devient membre de la Société nationale des beaux-arts de Paris et expose dans ses salons mais c'est surtout dans l'art du vitrail qu'il excelle et innove.
Après avoir fondé, à Paris, pendant la guerre, l'atelier de céramique et de poterie, Terre et Feu, avec le céramiste Waltispurger, Gabriel Loire s'associe avec lui et installe en 1946 ses propres ateliers à Chartres qu'il déménage deux ans plus tard à Lèves en bordure de la rivière l'Eure.

## Techniques
Gabriel Loire utilise aussi bien la technique traditionnelle au plomb que des techniques modernes utilisant le béton (qu’il a étudiées auprès du mouvement Bauhaus) ou le thermoformage. Son œuvre est abondante : il a installé des vitraux dans environ 450 édifices en France, 25 en Grande-Bretagne, 18 en Allemagne, entre autres.

## Œuvres
Afrique du Sud
- Le Cap, cathédrale Saint-Georges.

Allemagne
- Berlin, église du Souvenir (Kaiser-Wilhelm-Gedächtniskirche), de 1960 à 1963 : surface totale de 2 183 m2, technique : dalle.
- Püttlingen (Sarre), couvent de la Sainte-Croix : conçu par l’architecte hongrois Lehoczky, c’est le seul monastère de rédemptoristines en Allemagne.

Canada
- Montréal, Institut universitaire en santé mentale Douglas, chapelle Saint-Paul, 1964

Chili
- Santiago du Chili, basilique Notre-Dame de Lourdes, achèvement en 1960 : 50 baies. Technique : dalle, surface totale : 652 m2, restauration partielle par Jacques Loire en 1988. Il a également réalisé plusieurs mosaïques murales et le chemin de croix en 1952.

États-Unis
- Dallas, chapelle de Thanks-Giving Square : le toit de la chapelle forme une spirale recouverte par les vitraux, 70 baies, surface totale : 70 m2, technique : dalle, 1976 ;
- San Francisco, Grace Cathedral, 1967 : dalle, 25 baies, surface totale de 170 m2.

France
- Audierne (Finistère), église Saint-Joseph, ensemble de vitraux commencé en 1955, dont les 20 vitraux de la basse-nef, le vitrail de Michel Le Nobletz et le vitrail de Julien Maunoir.
- Caen (Calvados), chapelle Bon-Sauveur de l'établissement public de santé mentale de Caen ;
- Cheniménil (Vosges), église Saint-Jean-Baptiste : ensemble de vitraux de 1951 à 1974 ;
- Dogneville (Vosges), église Saint-Étienne, 19 baies en dalles de verre, chemin de croix en chêne gravé, 1951 ;
- Épinal (Vosges), église Notre-Dame-au-Cierge, de 1958 à 1959 : technique utilisée, dalle. Série de vitraux d’une surface totale de 668 m2 dont la pièce principale est d’une surface de 180 m2 d’un seul tenant. Ce vitrail représentant la vie de la Vierge Marie ;
- Flogny-la-Chapelle (Yonne) , Eglise Saint-Léger de Flogny, 1958, 5 vitraux du chœur, ceux des chapelles et de l’oculus : les vitraux de l'église avaient explosé lors des détonations du camp de Varennes (89) le 18 août 1944, lorsque les Allemands détruisirent leurs munitions. (ref. Histoire de Flogny-la-Chapelle par Pierre Zlatoff - éd. 1990 p.108)
- Hyères (Var), chapelle Notre-Dame de Consolation : détruite en 1944, reconstruite et consacrée  en juillet 1955, vitraux et béton.
- Igney (Vosges) : ensemble de vitraux de l'église consacrés à la vie de saint Benoît, à la Vierge et à saint Nicolas.
- Kervignac (Morbihan), église Notre-Dame de Pitié : l’œuvre est composée de 106 panneaux de 1,30 m de haut par 0,60 m de large qui relatent la vie de la Vierge Marie et du Christ[8].
- Bruz (Ille-et-Vilaine), église Saint-Martin, dans ses premières années (chantier terminé en 1953)
- La Bresse (Vosges), église Saint-Laurent, 1952 : un des projets les plus complets et les plus aboutis de Gabriel Loire dans les Vosges, puisqu'on y trouve, en plus des vitraux, l'ensemble du mobilier : lustres, confessionnaux, garniture d'autel, autels latéraux, chemin de croix, tentures (non localisées). La série de vitraux raconte les grandes tragédies de la ville : incendie d'une vallée durant la République de Mulhouse (guerre des Six Deniers)[Note 1], massacres de la guerre de Trente Ans, épidémie de peste qui a décimé la population en 1635, massacre des résistants et destruction de La Bresse de septembre à novembre 1944 ;
- Les Herbiers (Vendée), Chapelle du Mont des Alouettes : Monument légitimiste édifié à l'initiative de la duchesse d'Angoulême et resté inachevé à l'époque. Inaugurée finalement en 1968 embellie de vitraux de dalles de verre sur armature béton ;
- Lèves (Eure-et-Loir), église Saint-Lazare : un mur entier en dalles de verre a été réalisé par Gabriel Loire en 1955 lors de la reconstruction de l'église qui fut presque entièrement détruite lors des combats du 16 août 1944 ;
- Longué-Jumelles (Maine-et-Loire), église Notre-Dame-de-la-Légion-d'honneur, 1960 ;
- Mainvilliers (Eure-et-Loir), église Saint-Hilaire ;
- Marck (Pas-de-Calais), église Saint-Martin : vitraux de verre et de béton, dans un style abstrait, 84 panneaux placés autour de la voûte, inspirés par le thème du partage du manteau de saint Martin (couleurs chaudes d'un côté et froides de l'autre), et 14 panneaux représentant les stations du Chemin de Croix, chaque station étant figurée de manière symbolique. Le montage s'est fait à Lèves dans ses ateliers, et posé à Marck en juin 1962 ;
- Nyoiseau (Maine-et-Loire), chapelle de Notre-Dame-d'Orveau : 18 baies en dalles de verre et ciment, 1964 ;
- Pontmain (Mayenne), chapelle du Juniorat (oblats de Marie immaculée) : avec un Christ byzantin en ogive et de nombreux vitraux ;
- Pouancé (Maine-et-Loire), église de la Madeleine ;
- Rânes (Orne), église Notre-Dame de l'Assomption : verrière Sainte-Rosalie et verrière Notre-Dame du Chêne, années 1950-1960 ;
- Rennes (Ille-et-Vilaine), vitraux de la chapelle du lycée Émile Zola en 1964 ;
- Rouen (Seine-Maritime), chapelle du pensionnat Jean-Baptiste-de-La-Salle, 1951 à 1956 ;
- Rouen, synagogue de Rouen, rue des Bons Enfants, 1950 ;
- Thiéfosse (Vosges), vitraux de l'église Saint-Antoine, 1954[9] ;
- Vimoutiers (Orne), église Notre-Dame, 1954 : remplacement de tous les vitraux détruits en 1944 à la Libération de la France ;
- Xertigny (Vosges), église Sainte-Walburge, de 1951 à 1952 : huit baies, surface totale 64 m2. Technique utilisée, plomb, représentant les saints de la région des Vosges : Jeanne d'Arc, saint Pierre Fourier, saint Romary, saint Arnould, saint Amé, saint Del, saint Guérin et saint Blaise. Les vitraux ont été installés lors de la reconstruction de l’église qui fut détruite par un incendie pendant l’offensive allemande en 1940. L’artiste a représenté l’église en feu sur le vitrail de Jeanne d’Arc, les flammes du bûcher de la pucelle se mêlant aux flammes de l’église. Il a également réalisé le chemin de croix en pierre et des meubles.

Grande-Bretagne
- Salisbury, cathédrale de Salisbury, chapelle de la Trinité, 1980 : technique : plomb. Le vitrail d’une surface de 34 m2 est dédié aux prisonniers de conscience.
- Église Saint-Paul, Whiteinch, Glasgow Écosse (1960), fenêtre courbée collée dans du ciment et incrustée de verre ébréché. Les panneaux principaux illustrent la vie de saint Paul et sont habilement soutenus dans l'autel latéral par des panneaux de la Vierge et le toit des fonts baptismaux[10].
- Église Notre-Dame du Mont Carmel, Kilmarnock, Ayrshire, Écosse (1963). Grande fenêtre au-dessus de l'entrée principale, conçue également pour le baptistère octogonal[11].
- Il a d’autres œuvres dans l’église Notre-Dame de l’Auxiliation perpétuelle, Broomhill, Glasgow, Écosse (1965). Bien que la technique ici soit non pas du verre ébréché mais plutôt du verre peint.

Japon
- Hakone, musée d’art moderne : tour de la symphonie, 1973, technique : dalle, surface totale : 336 m2.

Liban
- Hazmieh (caza de Baabda) église du Collège Notre-Dame de Jamhour. L'église fut construite en 1964, et les vitraux en font tout le tour. Gabriel Loire représente sur ses vitraux le "Hortus conclusus", le Jardin clos, symbole du paradis terrestre, du paradis céleste dont il est la figure. Le Jardin clos est le Jardin sacré du Cantique des cantiques[12],[13].

Maroc
- Casablanca, Église Notre-Dame-de-Lourdes de Casablanca, achèvement en 1956 : 51 baies. Technique : dalle, surface totale : 850 m2[14].

## Galerie
,

Œuvres de Gabriel Loire
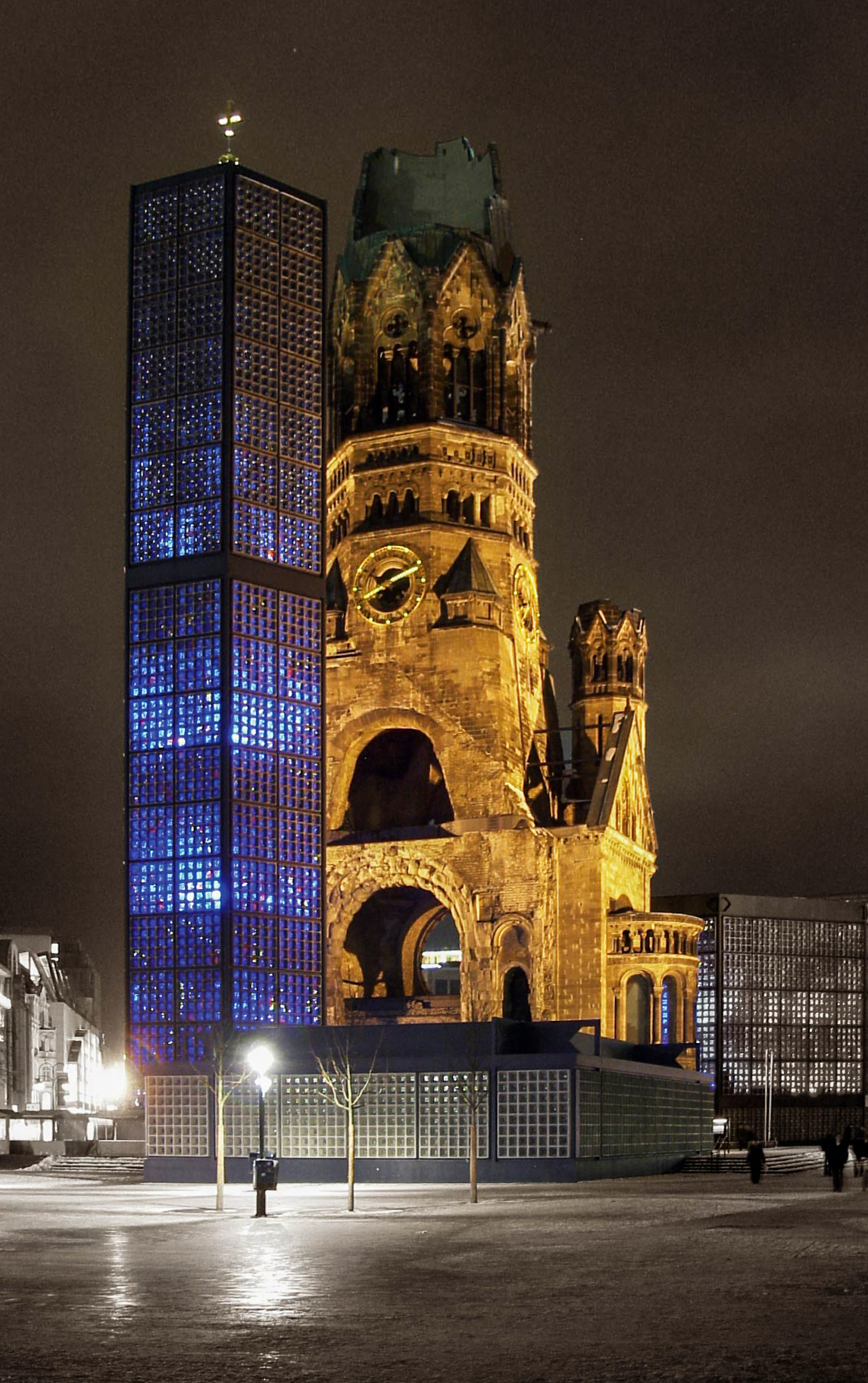
Église commémorative de l’empereur Guillaume Ier à Berlin, 1960-1963.
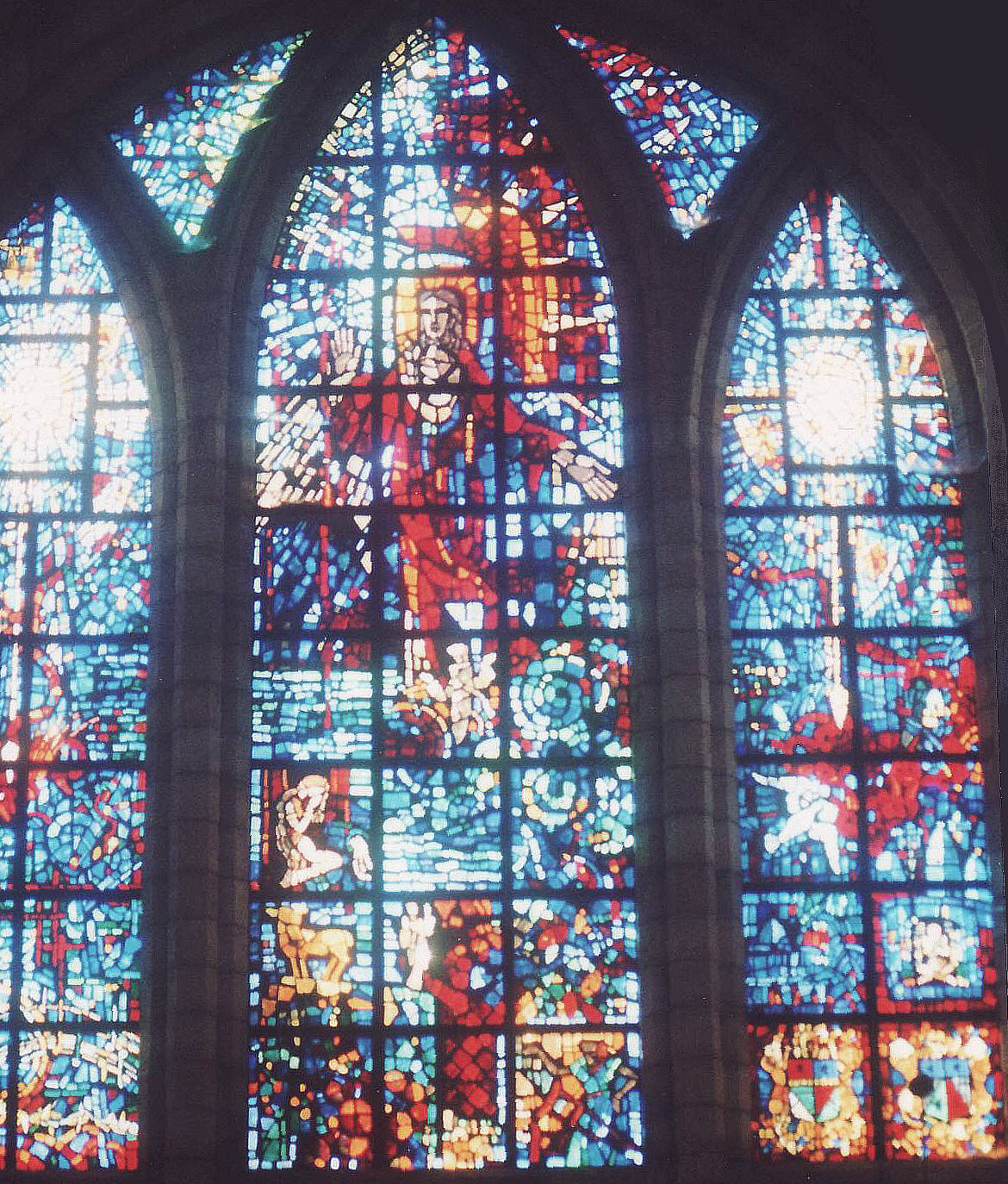
Christ in Triumph over Darkness and Evil, Le Cap, cathédrale Saint-Georges, 1969, 1982.
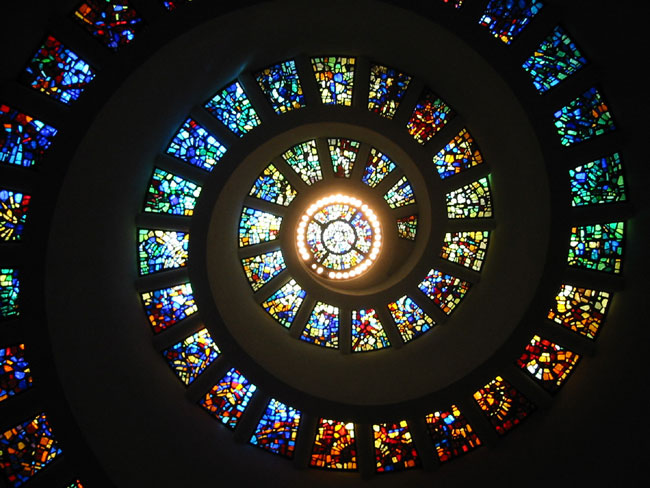
Chapelle de Thanks-Giving Square, Dallas, Texas, 1976.